# Cordova (Alabama)
Cordova ist ein Ort im Walker County des US-Bundesstaats Alabama mit einer Gesamtfläche von 15,4 km².

## Demographie
Bei der Volkszählung aus dem Jahr 2000 hatte Cordova 2423 Einwohner, die sich auf 1009 Haushalte und 665 Familien verteilten. Die Bevölkerungsdichte betrug somit 158,6 Einwohner/km². 85,6 % der Einwohner waren weiß, 13,25 % afroamerikanisch. In 28,8 % der Haushalte lebten Kinder unter 18 Jahren. Das Durchschnittseinkommen pro Haushalt betrug 17.389 Dollar, wobei 26 % der Bevölkerung unterhalb der Armutsgrenze lebten.
2019 hatte Cordova 1850 Einwohner.

## Persönlichkeiten
Cordova ist der Geburtsort von James Shelton Voss, einem ehemaligen Astronauten.